# Bernhard Zimmermann (Philologe)

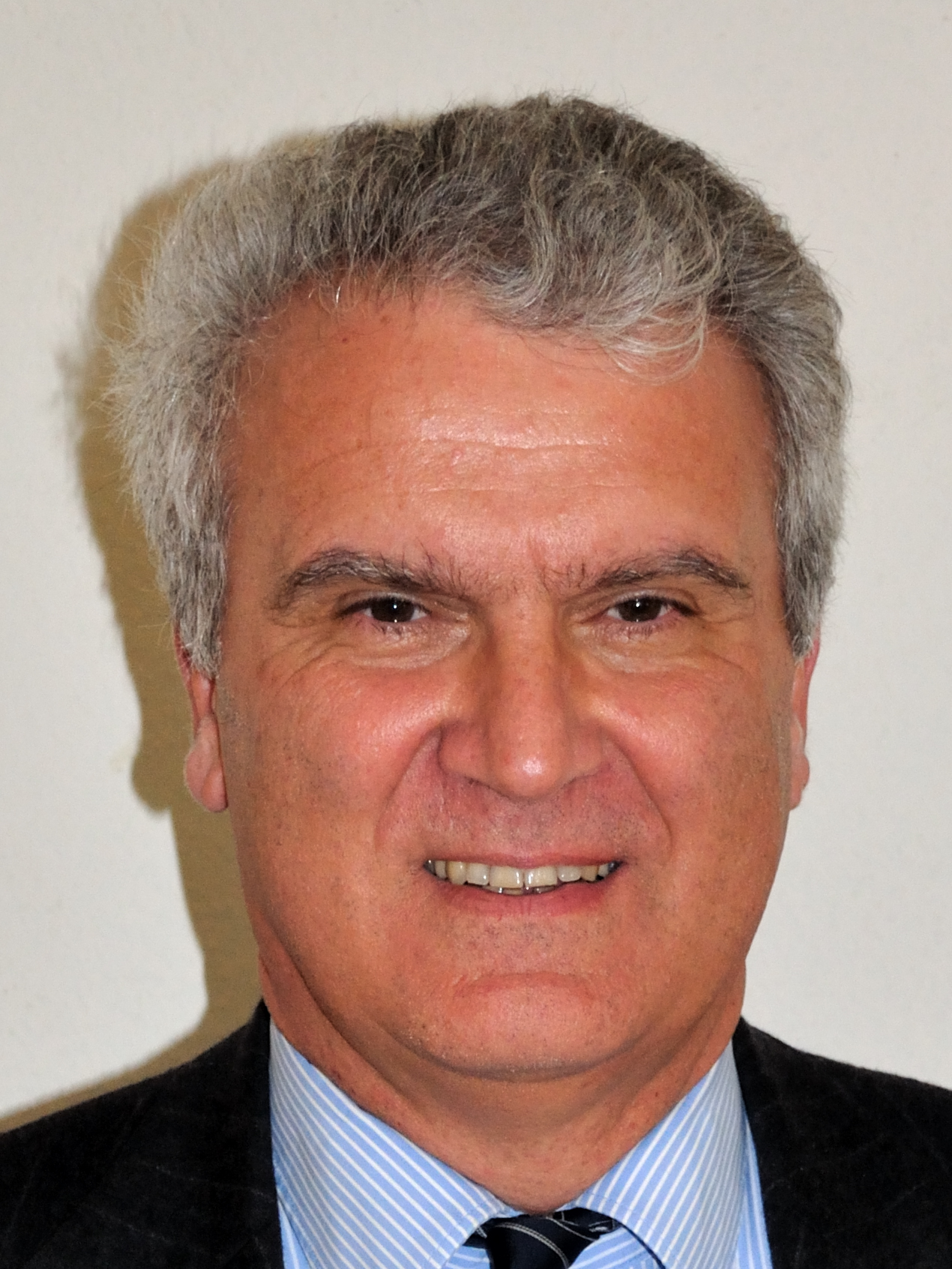
Bernhard Zimmermann beim Bundeskongress des Deutschen Altphilologenverbandes 2010 in Freiburg im Breisgau.

Bernhard Zimmermann (* 3. Oktober 1955 in Konstanz) ist ein deutscher Klassischer Philologe (Gräzist).
Bernhard Zimmermann besuchte 1962 bis 1966 die Grundschule in Konstanz und 1966–1974 das humanistische Gymnasium ebendort. Nach dem Militärdienst 1974–1975 studierte er 1975 bis 1980 Klassische Philologie an der Universität Konstanz. 1980 schloss er sein Studium mit dem Ersten Staatsexamen und dem M.A. ab. 1981 folgte ein Forschungsaufenthalt am Institute of Classical Studies in London. 1982 bis 1990 war er ständiger Lehrbeauftragter für Latein am Lehrerseminar Kreuzlingen (Thurgau). 1983 wurde er promoviert und war anschließend Wissenschaftlicher Angestellter an der Universität Konstanz bei Hans-Joachim Newiger, seit 1985 Hochschulassistent. 1988 habilitierte er sich in der Klassischen Philologie und war 1989–1990 Privatdozent in Konstanz.
Seit dem Sommersemester 1989 ist er ständiger Gastdozent der Universität Basel. Von 1990 bis 1992 übernahm er eine Assistenzprofessur an der Universität Zürich, bevor er zum Wintersemester 1992/1993 einem Ruf an die Universität Düsseldorf folgte, wo er eine C4-Professur bekleidete. 1997 wechselte er an die Universität Freiburg, wo er seitdem C4-Professor ist. 1999/2000 war er Dekan der philologischen Fakultät.
Zimmermann war von 2000 bis 2004 Fachgutachter der Deutschen Forschungsgemeinschaft und von 2000 bis 2012 Kuratoriums-Mitglied der Stiftung Humanismus heute, deren Geschäftsführender Vorstand er seit 2013 ist. Von Dezember 2000 bis Mai 2011 war er Vorsitzender des Deutschen Altphilologenverbandes Süd-Baden, von 2001 bis 2011 zudem Landesvorsitzender für Baden-Württemberg. Von Februar 2011 bis Januar 2015 war er Bundesvorsitzender des DAV. Seit 2006 ist er Mitglied der Heidelberger Akademie der Wissenschaften, von 2012 bis 2014 war er Sekretar von deren Philosophisch-Historischer Klasse. Seit 2011 ist er Mitglied der Academia Europaea. 2014 wurde er zum korrespondierenden Mitglied der Akademie von Athen gewählt. Ihm wurde 2016 von der Philologischen Fakultät der Aristoteles-Universität Thessaloniki die Ehrendoktorwürde verliehen.
Zimmermann ist verheiratet und hat zwei Kinder.

## Schriften (Auswahl)
Zimmermanns Arbeiten wurden in viele Sprachen übersetzt.
- Untersuchungen zur Form und dramatischen Technik der Aristophanischen Komödien. 3 Bände. 1984–1987;
  - Band 1: Parodos und Amoibaion (= Beiträge zur klassischen Philologie. 154). Hain, Königstein 1984, ISBN 3-445-02307-7 (Zugleich: Konstanz, Universität, Dissertation, 1983; 2., durchgesehene Auflage. ebenda 1985);
  - Band 2: Die anderen lyrischen Partien (= Beiträge zur klassischen Philologie. 166). Hain, Königstein 1985, ISBN 3-445-02349-2;
  - Band 3: Metrische Analysen (= Beiträge zur klassischen Philologie. 178). Athenäum, Frankfurt am Main 1987, ISBN 3-610-09002-2.
- Die griechische Tragödie. Eine Einführung (= Artemis-Einführungen. 29). Artemis, München u. a. 1986, ISBN 3-7608-1329-1.
- Dithyrambos. Geschichte einer Gattung (= Hypomnemata. Untersuchungen zur Antike und zu ihrem Nachleben. 98). Vandenhoeck und Ruprecht, Göttingen 1992, ISBN 3-525-25197-1 (Zugleich: Konstanz, Universität, Habilitations-Schrift, 1989).
- Die griechische Komödie. Artemis & Winkler, Düsseldorf u. a. 1998, ISBN 3-538-07069-5.
- Europa und die griechische Tragödie. Vom kultischen Spiel zum Theater der Gegenwart (= Fischer. 60163). Fischer Taschenbuch-Verlag, Frankfurt am Main 2000, ISBN 3-596-60163-0.
- Sophokles, König Ödipus (= Reclams Universal-Bibliothek. 16038, Erläuterungen und Dokumente.). Reclam, Stuttgart 2003, ISBN 3-15-016038-3.
- Epikur: Philosophie des Glücks (= Kleine Bibliothek der Weltweisheit. 13 = dtv. 34377). Übersetzt, ausgewählt und mit einem Nachwort versehen von Bernhard Zimmermann. Deutscher Taschenbuch-Verlag u. a., München u. a. 2006, ISBN 3-423-34377-X.

Herausgeberschaft
- Handbuch der griechischen Literatur der Antike. 3 Bände. C. H. Beck, München 2011 ff. Bisher erschienen:
  - Band 1: Die Literatur der archaischen und klassischen Zeit (= Handbuch der Altertumswissenschaft. Abt. 7, Bd. 1). 2011, ISBN 978-3-406-57673-7;
  - mit Antonios Rengakos: Band 2: Die Literatur der klassischen und hellenistischen Zeit (= Handbuch der Altertumswissenschaft. Abt. 7, Bd. 2). 2014, ISBN 978-3-406-61818-5.
  - mit Antonios Rengakos: Band 3,1: Die pagane Literatur der Kaiserzeit und Spätantike (= Handbuch der Altertumswissenschaft. Abt. 7, Bd. 3, Teilband 1). 2022, ISBN 978-3406618192.

- mit Peter Riemer und Michael Weißenberger: Einführung in das Studium der Latinistik. München 1998. 3., überarbeitete und aktualisierte Auflage 2013, ISBN 978-3-406-65950-8.
- mit Peter Riemer und Michael Weißenberger: Einführung in das Studium der Gräzistik. München 2000. 2. Auflage 2017, ISBN 978-3-406-69953-5.